# Chonophorus pallidus
Chonophorus pallidus é uma espécie de peixe da família Gobiidae e da ordem Perciformes.

## Morfologia
- Os machos podem atingir 19 cm de comprimento total.[5][6]

## Habitat
É um peixe de água doce, de clima tropical e demersal.

## Distribuição geográfica
É encontrado em África: Ilhas Maurícias.

## Observações
É inofensivo para os humanos.